# Kato Kiyoyasu
Kiyoyasu Kato (sinh ngày 16 tháng 4 năm 1974) là một cầu thủ bóng đá người Nhật Bản.

## Sự nghiệp câu lạc bộ
Kiyoyasu Kato đã từng chơi cho Cerezo Osaka.